# Włoskie OSW
Włoskie OSW — to konwencyjna odzywka pytająca (ang. asking bid), której celem jest uzyskanie od partnera informacji o posiadanych wartościach w kolorze pytania.
Cechą charakterystyczną włoskiego OSW jest sposób udzielania odpowiedzi, które zgłaszane są metodą „szczebelków”.
Odzywka bezpośrednio wyższa od odzywki pytającej jest traktowana jako 1 szczebel „drabinki odpowiedzi”.
Kolejna wyższa odzywka to 2 szczebel itd.
Na przykład, po pytaniu zadanym odzywką 4♦️️, odzywka 4♥️️ to 1 szczebel, 4♠️ to 2 szczebel, 4BA to 3 szczebel, a kolejne odzywki na poziomie 5 będą następnymi szczeblami.
Każdy „szczebel” przekazuje inną informację.
„Drabinki odpowiedzi” lub „schematy odpowiedzi” na pytania mogą być różne i kilka schematów może być użyte w jednym systemie licytacyjnym.
Aby odróżnić według którego schematu należy odpowiadać w danej chwili, schematy odpowiedzi kojarzone są z konkretnymi sekwencjami licytacyjnymi, gdyż to one generują zapotrzebowanie na dany rodzaj informacji.

## Rzymski Trefl
W 1957 roku włoska reprezentacja, nazywana Blue Teamem, zdobyła po raz pierwszy tytuł Mistrza Świata w brydżu porównawczym i przez wiele lat tego tytułu nie oddała. Włoscy mistrzowie stosowali systemy licytacyjne, które zawierały wiele innowacyjnych rozwiązań. Jednym z takich rozwiązań był „szczebelkowy” sposób udzielania odpowiedzi na pytania o posiadane wartości w danym kolorze.
Polska nazwa, włoskie OSW, nawiązuje do tej metody licytacji, którą zastosowali Walter Avarelli i Giorgio Belladonna w swoim systemie licytacyjnym Rzymski Trefl.

### Pytanie Alfa
Podstawową odzywką pytającą w ich systemie Rzymski Trefl (wersja z 1958 roku) było pytanie o zatrzymanie 1. klasy (As lub renons) albo 2. klasy (Król lub singleton) w kolorze odzywki.
Pytanie to spełniało podobną funkcję jak klasyczne OSW i zadawane było w podobnych sekwencjach licytacyjnych po ustaleniu koloru atutowego lub jako przeskok nowym kolorem uzgadniający kolor atutowy przez domniemanie.
Odpowiedzi udzielane były według schematu nazwanego schematem Alfa (D = Dama, K = Król, A = As):
```
1 szczebel: brak zatrzymania
2 szczebel: K lub singleton
3 szczebel: A lub renons
4 szczebel: AK lub AD
```

Poniżej kilka sekwencji charakterystycznych dla systemu Rzymski Trefl, w których pytanie Alfa było zadawane po bezpośrednim uzgodnieniu koloru:
```
1♥️️   –   2♥️️
3♠️ (lub 4♣️, 4♦️️): pytanie Alfa
```

lub
```
1♥️️   –   3♥️️
3♠️ (lub 4♣️, 4♦️️): pytanie Alfa
```

lub
```
1♥️️   –   4♥️️
4♠️ (lub 5♣️, 5♦️️): pytanie Alfa
```

Po otwarciach 2-kolorowych przeskok nowym kolorem był pytaniem Alfa i przez domniemanie uzgadniał jeden z kolorów otwarcia:
```
2♥️️ (5+♥️️ i 4+♣️)   –   3♠️ (lub 4♦️️): pytanie Alfa
```

lub
```
2♠️ (5+♠️ i 4+♣️)   –   4♦️️ (lub 4♥️️): pytanie Alfa
```

lub
```
2BA (5+♦️️ i 4+♣️)   –   4♥️️ (lub 4♠️): pytanie ALFA
```

Natomiast po zwykłym otwarciu przeskok nowym kolorem zgłaszał długi i solidny kolor oraz jednocześnie był zapytaniem o uzupełnienie:
```
1♦️️   –   2♠️ (lub 3♣️, 3♥️️): solidny kolor i pytanie Alfa
```

lub
```
1♥️️   –   3♣️ (lub 3♦️️, 3♠️): solidny kolor i pytanie Alfa
```

lub
```
1♠️   –   3♣️ (lub 3♦️️, 3♥️️): solidny kolor i pytanie Alfa
```

W tym przypadku odpowiedzi udzielane były według zmodyfikowanego schematu Alfa:
```
1 szczebel: brak zatrzymania
2 szczebel: singleton
3 szczebel: renons
4 szczebel: K
5 szczebel: A
```

Po otrzymaniu odpowiedzi na pytanie istniała możliwość zadania kolejnego pytania Alfa w innym kolorze albo pytania o Asy poprzez zgłoszenie 4BA (lub 5BA, gdy licytacja była już na poziomie 5).
Zakończeniem łańcucha pytań był powrót na kolor uzgodniony lub zgłoszenie gry premiowej.
W latach 60. w Rzymskim Treflu do sprawdzania zatrzymań 1. i 2. klasy, jako podstawowej metody, zaczęto używać odzywek wskazujących (ang. cue-bid).
Obie metody, odzywki pytające i odzywki wskazujące, raczej się wykluczają. Jednakże w systemie stosowane były oba sposoby sprawdzania zatrzymań. Odzywki pytające mogły być zgłaszane w ściśle określonych sekwencjach lub z przeskokiem.
W pozostałych przypadkach stosowano cue-bidy.
Schemat Alfa został zmodyfikowany i wyglądał tak:
```
1 szczebel: brak zatrzymania
2 szczebel: singleton
3 szczebel: K
4 szczebel: A
5 szczebel: renons
6 szczebel: AK
```

a w niektórych sekwencjach przybierał następującą postać:
```
1 szczebel: brak zatrzymania
2 szczebel: K (lub singleton)
3 szczebel: A (lub renons)
4 szczebel: AK
```

### Pytanie Beta
Poza zwykłymi pytaniami o zatrzymanie 1. lub 2. klasy, w Rzymskim Treflu, stosowane były także pytania specjalne zadawane w sekwencjach po forsującym do dogranej otwarciu 1♣️. Na przykład w sekwencji:
```
1♣️   –   1♦️️ (negat)
2♣️ (lub 2♦️️, 2♥️️, 2♠️): forsujące zgłoszenie koloru i jednoczesne pytanie
```

stosowany był schemat odpowiedzi Beta, według którego partner informował o jakości uzupełnienia w kolorze pytania (H = Dama lub Król lub As; x = nizka karta, blotka):
```
1 szczebel: – lub x
2 szczebel: xx lub xxx
3 szczebel: H
4 szczebel: Hx lub Hxx
5 szczebel: xxxx(x)
6 szczebel: Hxxx(x)
7 szczebel: HH lub HHx
8 szczebel: HHxx(x)
9 szczebel: HHH
```

Po otrzymaniu odpowiedzi na pierwsze pytanie, zalicytowanie innego koloru było kolejnym pytaniem.
W zależności od tego, czy drugie pytanie zadane było w kolorze wyższym, czy w kolorze niższym od pierwszego, to odpowiedź udzielana, albo według schematu Beta, albo według schematu Alfa.
Na trzecie pytanie odpowiedź udzielana była według schematu Alfa.
Zgłoszenie 4BA (lub 5BA, gdy licytacja była już na poziomie 5-ciu) było pytaniem o Asy.
Zgłoszenie końcówki w kolorze pierwszego lub drugiego pytania Beta albo zgłoszenie gry premiowej przerywało pytania.
W późniejszej wersji systemu schemat odpowiedzi Beta został zmodyfikowany i przedstawiał się następująco:
```
1 szczebel: xx lub xxx
2 szczebel: – lub x
3 szczebel: H lub Hx
4 szczebel: Hxx
5 szczebel: xxxx(x)
6 szczebel: Hxxx(x)
7 szczebel: HH lub HHx
8 szczebel: HHxx(x)
9 szczebel: HHH
```

### Pytanie Gamma
W sekwencji:
```
1♣️   –   1♥️️ (naturalne)
3♥️️: forsujące uzgodnienie koloru i pytanie
```

lub
```
1♣️   –   1♠️ (naturalne)
3♠️: forsujące uzgodnienie koloru i pytanie
```

stosowany był schemat odpowiedzi Gamma, który informował o honorach w uzgodnionym kolorze:
```
1 szczebel: D lub mniej
2 szczebel: K
3 szczebel: A
4 szczebel: HH
5 szczebel: HHH
```

Analogicznie, tu także można było zadać drugie pytanie, na które odpowiedź udzielana była według schematu Beta.
W późniejszych wersjach systemu schemat odpowiedzi Gamma został także zmodyfikowany i wyglądał tak (W = Walet):
```
1 szczebel: W lub mniej
2 szczebel: D
3 szczebel: K
4 szczebel: A
5 szczebel: HH
6 szczebel: HHH
```

W wersji systemu z 1976 roku schemat Gamma uległ dalszemu przekształceniu i wyglądał następująco:
```
1 szczebel: W lub mniej
2 szczebel: HW
3 szczebel: D
4 szczebel: K
5 szczebel: A
6 szczebel: HH
7 szczebel: HHW
8 szczebel: HHH
```

Po drugim szczeblu można było, zgłaszając następną odzywkę (następny szczebel), poprosić o sprecyzowanie posiadanej konfiguracji. Odpowiedzi:
```
1 szczebel: DW
2 szczebel: KW
3 szczebel: AW
```

## Precision Club
Pod konic lat 60. powstał system licytacyjny Precision Club znany także pod nazwą Precision system.
Zyskał on dużą popularność po serii sukcesów odnoszonych przez graczy stosujących ten system.
W kilku sekwencjach systemu używane było włoskie OSW.
W podstawowej wersji systemu zastosowano trzy schematy odpowiedzi.

### Pytanie TAB
W poniższych sekwencjach po silnym otwarciu 1♣️ i pozytywnej odpowiedzi kolorem:
```
1♣️   –   1♥️️ (lub 1♠️, 2♣️, 2♦️️)
2♥️️ (lub 2♠️, 3♣️, 3♦️️): silne uzgodnienie koloru i pytanie o jakość koloru
```

uzgodnienie koloru przez otwierającego było jednoczesnym zapytaniem o jakość koloru (pytanie nazywane TAB od ang. Trump Asking Bid), na które odpowiadano według poniższego schematu:
```
1 szczebel: brak starszego honoru
2 szczebel: Hxxxx
3 szczebel: HHxxx
4 szczebel: Hxxxxx
5 szczebel: HHxxxx
6 szczebel: HHH
```

### Pytanie CAB
Po uzyskaniu informacji o kolorze atutowym można było zapytać o zatrzymanie w kolorze bocznym (pytanie nazywane CAB od ang. Control Asking Bid) zgłaszając ten kolor.
Odpowiedzi udzielane były według następującego schematu:
```
1 szczebel: brak zatrzymania
2 szczebel: D lub dubleton
3 szczebel: K lub singleton
4 szczebel: A lub renons
5 szczebel: AK lub AD
```

Ponowne pytanie w ten sam kolor było prośbą o wyjaśnienie wieloznaczności. Odpowiedzi:
```
1 szczebel: krótkość
2 szczebel: honor
```

Zgłoszenie innego koloru było następnym pytaniem CAB.

### Pytanie AAB
Trzecie zastosowane pytanie używane było przez otwierającego 1♣️ po pozytywnej odpowiedzi kolorem.
```
1♣️   –   1♥️️
2♠️ (lub 3♣️, 3♦️️): solidny kolor i pytanie
```

Zgłoszenie nowego koloru z przeskokiem sygnalizowało solidny kolor (co najwyżej bez jednego starszego honoru) i było jednoczesnym zapytaniem o brakujący honor oraz o Asy w kolorach bocznych (pytanie nazywane AAB od ang. Ace Asking Bid).
Schemat odpowiedzi na to pytanie przypomina raczej odpowiedzi na klasyczne OSW. Nie zastosowano tu odpowiedzi „szczebelkami” tak charakterystycznych dla włoskiego OSW:
- BA na najniższym poziomie – brak Asów i brak honoru w kolorze pytania
- Podniesienie koloru pytania – brak Asów i jeden honor w kolorze pytania
- Nowy kolor bez przeskoku – As w tym kolorze i brak honoru w kolorze pytania
- Nowy kolor z przeskokiem – As w tym kolorze i honor w kolorze pytania
- BA z przeskokiem – 2 Asy i brak honoru w kolorze pytania
- Podniesienie koloru pytania z przeskokiem – 2 Asy i honor w kolorze pytania

## Precision system i Superprecision
Systemem Precision zainteresowali się także włoscy mistrzowie z Blue Teamu. Giorgio Belladonna i Benito Garozzo opracowali własną wersję systemu i grali nią z powodzeniem na MŚ w 1972 roku.
Właściwie opracowali dwie wersje systemu: Precision – system dla wszystkich i Superprecision – system dla graczy mocno zaawansowanych.
W ich wersji podstawowej systemu Precision stosowane były tylko dwa pytania: pytanie o atuty i pytanie o kontrole (As = 2 kontrole, Król = 1 kontrola).
Schematy odpowiedzi były modyfikowane w zależności od sekwencji licytacyjnej, w jakiej zostały zadane pytania.

### Pytanie o atuty
Pierwsze pytanie o atuty zadawane było w analogicznej sekwencji jak w oryginalnej wersji systemu pytanie TAB omówione wyżej:
```
1♣️   –   1♥️️ (lub 1♠️, 2♣️, 2♦️️)
2♥️️ (lub 2♠️, 3♣️, 3♦️️): silne uzgodnienie koloru i pytanie o jakość koloru
```

Schemat odpowiedzi również był taki sam:
```
1 szczebel: brak starszego honoru
2 szczebel: Hxxxx
3 szczebel: HHxxx
4 szczebel: Hxxxxx
5 szczebel: HHxxxx
6 szczebel: HHH
```

Drugie pytanie o atuty zadawane było w sekwencjach po otwarciu 1♣️ i zgłoszeniu przez odpowiadającego ręki 3-kolorowej 4-4-4-1:
```
1♣️   –   3♣️ (4-4-4-1, singleton w kolorze czarnym, 8-13 PH)
         3♦️️ (4-4-4-1, singleton w kolorze czerwonym, 8-13 PH)
         3♥️️ (4-4-4-1, singleton w ♠️, 14+ PH i 3+ kontroli)
         3♠️ (4-4-4-1, singleton w ♣️, 14+ PH i 3+ kontroli)
         4♣️ (4-4-4-1, singleton w ♦️️, 14+ PH i 3+ kontroli)
         4♦️️ (4-4-4-1, singleton w ♥️️, 14+ PH i 3+ kontroli)
```

Przykładowo:
```
1♣️   –   3♣️ (4-4-4-1, singleton w kolorze czarnym, 8-13 PH)
3♦️️: prośba o dokładne określenie singletona
3♥️️: pytanie o atuty
4♦️️: pytanie o atuty
```

lub
```
1♣️   –   3♣️
3♦️️   –   3♥️️ (singleton w ♣️)
3♠️: pytanie o atuty
4♦️️: pytanie o atuty
```

W tym przypadku na pytanie o atuty odpowiedzi udzielane były według następującego schematu:
```
1 szczebel: Wxxx lub mniej
2 szczebel: Hxxx
3 szczebel: HHxx
4 szczebel: HHHx
```

### Pytanie o kontrole
Po pozytywnej odpowiedzi na otwarcie 1♣️ można było zadać pytanie o kontrole odzywką 4♣️:
```
1♣️   –   1♥️️ (lub 1♠️, 2♣️, 2♦️️)
4♣️: pytanie o kontrole
```

Odpowiedzi udzielane były według „słabego” schematu:
```
1 szczebel: 0-2 kontrole
2 szczebel: 3 kontrole
3 szczebel: 4 kontrole itd.
```

W sytuacjach, gdy odpowiadający zgłosił zdecydowanie silną rękę, np. po silnych odpowiedziach z ręką 3-kolorową 4-4-4-1, schemat odpowiedzi ulegał zmianie i wyglądał tak:
```
1 szczebel: 3 kontrole
2 szczebel: 4 kontrole
3 szczebel: 5 kontroli itd.
```

Przykładowo:
```
1♣️   –   3♣️ (4-4-4-1, singleton w kolorze czarnym, 8-13 PH)
3♦️️   –   3♥️️ (singleton w ♣️)
4♣️: pytanie o kontrole (odpowiedzi wg „słabego” schematu)
```

lub
```
1♣️   –   3♠️ (4-4-4-1, singleton w ♣️, 14+ PH i 3+ kontroli)
4♣️: pytanie o kontrole (odpowiedzi wg „silnego” schematu)
```

W systemie Superprecision oprócz pytania o atuty i pytania o kontrole stosowane były jeszcze inne pytania specjalne.

### Pytanie Alfa
Po otwarciu 1BA i zgłoszeniu przez odpowiadającego silnej ręki 2-kolorowej (5-5), relay otwierającego 1. szczeblem był pytaniem o ilość starszych honorów w długich kolorach.
Pytanie to nazwano, w tym systemie, pytaniem Alfa. Np.:
```
1BA   –   2BA (ręka 2-kolorowa)
3♣️ (pytanie o skład) –   3♥️️ (silna ręka 5♥️️-5♣️)
3♠️: relay pytanie ALFA
```

Odpowiedzi wskazywały ilość starszych honorów w obu długich kolorach:
```
1 szczebel: 2 H
2 szczebel: 3 H
3 szczebel: 4 H itd.
```

### Pytanie Beta
Również po otwarciu 1BA, zgłoszeniu przez odpowiadającego silnej ręki z kolorem 5-kartowym było pytaniem nazwanym pytaniem Beta. Np.:
```
1BA   –   2♣️ (Stayman)
2♥️️    –   2♠️: 5+ kart, 11+ PH i pytanie Beta
```

lub
```
1BA   –   2♣️
2♠️    –   3♥️️: 5+ kart, 11+ PH i pytanie Beta
```

Odpowiedzi wskazywały jakość uzupełnienia w tym kolorze:
```
1 szczebel: xx lub xxx
2 szczebel: Hx
3 szczebel: Hxx
4 szczebel: HH
5 szczebel: HHx
```

### Pytanie Gamma
Po otwarciu 1♣️ i negatywnej odpowiedzi 1♦️️ zgłoszenie starszego koloru z przeskokiem było pytaniem Gamma:
```
1♣️   –   1♦️️ (negat)
2♥️️ (lub 2♠️): zgłoszenie koloru i pytanie Gamma
```

Odpowiedzi udzielane były według znanej z Rzymskiego Trefla drabinki (tam nazywana była pytaniem Beta):
```
1 szczebel: xx lub xxx
2 szczebel: – lub x
3 szczebel: H lub Hx
4 szczebel: Hxx
5 szczebel: xxxx(x)
6 szczebel: Hxxx(x)
7 szczebel: HH lub HHx
8 szczebel: HHxx(x)
9 szczebel: HHH
```

### Pytanie Delta
Po otwarciu 1♣️ i pozytywnej odpowiedzi kolorem 1♥️️, 1♠️, 2♣️, 2♦️️ zgłoszenie nowego koloru z przeskokiem było pytaniem Delta. Np.:
```
1♣️   –   1♠️ (odpowiedź pozytywna, 5+ kart)
3♣️ (lub 3♦️️, 3♥️️): pytanie Delta
```

Odpowiedzi następujące:
```
1 szczebel: – lub x
2 szczebel: xx
3 szczebel: xxx
4 szczebel: H
5 szczebel: HH
6 szczebel: HHH
```

### Pytanie Omega
Po otwarciu 1♣️ i pozytywnej odpowiedzi 1♥️️, 1♠️, 1BA, 2♣️, 2♦️️, 2BA zgłoszenie nowego koloru bez przeskoku było pytaniem Omega. Np.:
```
1♣️   –   1♠️
2♣️ (lub 2♦️️, 2♥️️): pytanie Omega
```

Odpowiedzi były następujące:
```
1 szczebel: brak poparcia i minimum (8-10 PH)
2 szczebel: brak poparcia i maksimum (11+ PH)
3 szczebel: poparcie (Hxx lub więcej) i minimum (8-10 PH)
4 szczebel: poparcie (Hxx lub więcej) i maksimum (11+ PH)
5 szczebel: poparcie xxxx i maksimum (11+ PH)
```

## Inne wersje systemu Precision
Precision System z czasem doczekał się wielu wersji i modyfikacji opublikowanych lub utworzonych przez zaawansowanych graczy na własny użytek.
W wielu wersjach stosowane jest włoskie OSW. Przyjęło się także nazywanie drabinek odpowiedzi greckimi literami alfabetu.
Natomiast przyporządkowanie danej drabinki odpowiedzi do konkretnej nazwy (litery greckiego alfabetu) może być różne.
Mogą też być używane całkiem inne drabinki odpowiedzi, to zależy od potrzeb i fantazji twórców danej wersji systemu.
Oczywiście włoskie OSW może być stosowane także w innych systemach licytacyjnych, jeśli tylko autorzy lub użytkownicy systemu uznają je za przydatne.